# Epicephala vermiformis
Epicephala vermiformis là một loài bướm đêm thuộc họ Gracillariidae. Nó được tìm thấy ở Indonesia (Java).
Ấu trùng ăn Cajanus cajan. Chúng có thể ăn lá nơi chúng làm tổ.